# رودینگه
رودینگه (به صربی: Rudinje) یک منطقهٔ مسکونی در صربستان است که در پیروت واقع شده‌است. رودینگه ۲۱۷ نفر جمعیت دارد و ۶۹۴ متر بالاتر از سطح دریا واقع شده‌است.